# Condado de Santa Engracia
El condado de Santa Engracia es un título nobiliario con grandeza de España creado por el rey Amadeo I en 1872 a favor de María del Carmen de Cuadros Romero Alonso y Carrasquilla, hija única del Brigadier de los Reales Ejércitos Don Antonio María de Cuadros y Alonso (1762-1808).

## Titulares
- I condesa: María del Carmen de Cuadros y Romero.

1. Se casó con Martín Alonso de Zambrana, caballero de la Orden de Santiago y de San Juan, alcalde mayor de Almansa (1784-90).

- II conde: Francisco Javier Jiménez de la Puente, subsecretario de Gracia y Justicia y ministro del ramo en funciones.

- III conde: Fernando Jiménez y Mendoza-Cortina, XI marqués de Santa Rosa de Lima y IX marqués de La Merced.[2]

- IV conde: Francisco Javier Jiménez y Ruiz,[3][4] titular actual.[5]